# Ayrton Senna
Ayrton Senna da Silva ( [aˈiɾtõ ˈsenɐ da ˈsiwvɐ]IPA; 21. března 1960 São Paulo – 1. května 1994 Bologna) byl brazilský automobilový závodník a pilot Formule 1. Titul mistra světa získal za svou kariéru celkem třikrát. Zahynul ve svých 34 letech během tragické nehody při Grand Prix San Marina 1994 na italském závodním okruhu Imola..

## Kariéra
První závod absolvoval ve 13 letech. 1. června 1973 vyhrál první závod. V roce 1977 se stal motokárovým mistrem Jižní Ameriky. Světový mistrovský titul však v motokáře nikdy nezískal.
V roce 1981 se přestěhoval do Anglie, kde získal titul v britské formuli Ford 1600.
Koncem roku 1982 mu šéf stáje McLaren Ron Dennis nabídl šanci debutovat ve F1. Senna tehdy nabídku odmítl. O šest roků později získal s tímto týmem první ze svých tří mistrovských titulů.
Spolu s Alainem Prostem vytvořil Ayrton Senna historicky nejúspěšnější dvojici jezdců jedné stáje, když v sezónách 1988 a 1989 společně získali celkem 25 vítězství, z toho 14 Senna a 11 Prost.

### 1984
V roce 1984 startoval poprvé ve F1 za volantem vozu Toleman TG183B na velké ceně Brazílie v Rio de Janeiru. Kvalifikoval se na výborném šestnáctém místě, ale v závodě vydržel jen do osmého kola. Tým Toleman byl v porovnání s ostatními týmy poměrně malý, přesto se mu podařilo sestavit slušný vůz. První body se Sennovi podařilo nasbírat během GP Afriky v Kyalami, v dubnu 1984. Navíc se mu však podařilo velmi dobře zapůsobit i v GP Monaka. V deštěm skrápěném závodě sice odstartoval až z třináctého místa, ale dokázal se v krátkém čase propracovat až na druhou pozici. V době, kdy se přibližoval k prvnímu Alainu Prostovi, byl závod pro prudký déšť ( a žádosti vedoucího A. Prosta ) ukončen. Po šestnácti závodech se nakonec umístil na devátém místě se třinácti body.

### 1985
Jeho přestup do týmu Lotus nebyl jednoduchý, podle smlouvy s Tolemanem měl Senna za tuto stáj ještě rok jezdit, nakonec se mu však podařilo ze smlouvy vykoupit a přestup byl možný. Lotus 97T poháněný motorem Renault byl nejlepším vozem této stáje, který neprojektoval Colin Chapman a Senna jeho kvality dokázal patřičně zúročit.
V prvním závodě na domácí trati v Brazílii sice závod nedokončil pro problémy s elektronikou, ale v druhé GP, která se jela na Portugalském Estorilu, již zvítězil. V průběhu sezóny ho trápily mechanické závady, které mu mnohokrát nedovolily obhájit první místo z kvalifikace také v závodě. Do konce sezony se mu podařilo vyhrát již pouze jednu velkou cenu, a to GP Belgie, která se stejně jako ta v Portugalsku jela na mokru. Sezonu pak dokončil na čtvrtém místě s 38 body na kontě.

### 1986
Druhá sezona s Lotusem byla ještě lepší než ta první. V první GP, která se jela opět na domácí trati v Brazílii, dojel Senna na druhém místě za svým krajanem Nelsonem Piquetem. Druhý závod sezony ve španělském Jerezu vyhrál před Nigelem Mansellem, když ho dokázal porazit o pár decimetrů na cílové pásce. Poprvé ve své kariéře se tak ujal vedení mistrovství světa. Mechanické závady na jeho voze však zavinily, že tento rok do bojů o titul nezasáhl. I když se mu podařilo vyhrát GP USA a několikrát dojet na druhém a třetím místě, na Alaina Prosta v McLarenu a na dvojici od Williamsu Mansell, Piquet prostě neměl.Sezonu tedy opět dokončil na čtvrtém místě, tentokrát však již s 55 body.

### 1987
Start sezony se Sennovi příliš nepodařil, ale poté, co dokázal vyhrát čtvrtou a pátou GP v Monaku a v USA, ujal se vedení v šampionátu. Boj o titul sváděl se svým krajanem Piquetem a Britem Mansellem, jedoucími s vozy Williams Honda. Naději na výhru v šampionátu držel dlouho, definitivně ji však ztratil po GP Austrálie. Při kontrole Sennova vozu bylo zjištěno, že brzdové bubny jeho Lotusu jsou širší než legálně povolené a ze závodu byl diskvalifikován. Po této diskvalifikaci skončil v konečném pořadí  na třetím místě s 57 body.

### 1988
Po vypršení smlouvy s Lotusem nastoupil Senna do týmu McLaren a stal se tak týmovým kolegou dvojnásobného mistra světa Alaina Prosta. Vztah mezi těmito dvěma jezdci nebyl nijak idylický, což se mělo potvrdit především následující rok. Úchvatné na tomto souboji bylo to, že McLaren nechal mezi sebou závodit dva z nejlepších pilotů všech dob, z čehož nebyl "The Professor", jak se přezdívalo Prostovi, vůbec nadšený. Do sezony vstoupil daleko lépe Prost, přičemž Senna dokázal bodovat pouze vítězstvím v San Marinu. Zlom přišel v GP Monaka, kde Senna chyboval z prvního místa, když měl náskok téměř minutu na druhého Prosta. Po Monaku se Ayrton schoval před světem v Brazílii a ukázal se až v Mexiku při dalším závodě. Zde byl dlouho ve vedení, ale zastávka v boxech navíc ho opět stála vítězství na úkor Prosta. Po závodě v Mexiku byl bodový stav šampionátu Prost – 33 bodů a Senna -15 bodů. Poté přišla neskutečná série Ayrtonových prvenství, když z následujících 6 závodů vyhrál plných 5 a na Prosta nestačil pouze v jeho domácím závodě na okruhu Paul Ricard. Série vítězství McLarenu se přerušila až v Itálii na slavné Monze. Nejprve 19 kol před cílem po explozi motoru odstoupil Alain Prost a 2 kola před cílem po kolizi s Jean-Louis Schlesserem, který byl o kolo zpět, odstoupil i Senna. Pro Ferrari to znamenalo double pro zesnulého zakladatele Enza Ferrariho.
Během startu do VC Japonska měl Senna problémy s motorem a musel dohánět velkou ztrátu, to se zdálo jako zdánlivě nemožné, ovšem "RainManovi" doslova zapršelo štěstí a i právě díky dešti Prosta dokázal dojet a následně i zdolat. Senna tak poprvé ve své kariéře vyhrál celý šampionát F1. Na prvním místě se umístil s 90 dosaženými body.

### 1989
I v tomto roce pokračoval boj mezi oběma jezdci jedoucími s monoposty McLaren. Jejich vyrovnaný boj pak vyvrcholil během předposlední GP v japonské Suzuce, kde mistrovský titul získal Prost, po neblaze proslulém incidentu. V jedné z šikan se Senna pokusil o předjetí, během něhož se srazil s Prostem, který však nepatrně a zcela nelogicky zatočil k Sennovi, směrem ven z dráhy. Tento manévr byl velice riskantní a Prost za něj byl později velice kritizován, při hlubším pohledu se však dá pochopit. Prost měl předpoklad získat titul za rok 1989, jestliže Senna tento závod nevyhraje, což byl důvod Sennova kroku a možná i důvod Prostova nepatrného zatočení. O tom však můžeme jen spekulovat.
Sennovi se sice podařilo dojet do depa, kde si nechal svůj vůz opravit a opět se zařadil do závodu, tento závod dokonce vyhrál, byl však nepochopitelně diskvalifikován pro nedovolené zkrácení zatáčky.
V boji o titul šampionátu tak nakonec skončil na druhém místě s šedesáti body.

### 1990
Boj mezi těmito dvěma závodníky neustal ani v následujícím roce a incidenty, podobné tomu ze Suzuky 89, se neustále v pozměněné verzi opakovaly. Ani jeden z nich nedaroval druhému nic zadarmo.
V tomto roce byl týmovým kolegou Ayrtona Senny Rakušan Gerhard Berger, který se stal na rozdíl od Prosta, jezdícího tento rok za Ferrari, jeho blízkým přítelem.
Šampionát nakonec vyhrál Senna se 78 body před druhým Prostem

### 1991
V roce 1991 byl Sennovým stájovým kolegou opět Gerhard Berger. Prost nadále zůstává ve Ferrari. Tento rok zde pro něj není tak úspěšný jako ten loňský a do bojů o titul tak více než on zasahuje Brit Nigel Mansell jezdící za tým Williams. On také nakonec obsazuje druhé místo za Ayrtonem Sennou, který vítězí s 96 body. Alain Prost končí tento rok až na pátém místě.

### 1992
Sezona 1992 neprobíhala podle Sennových představ. V šampionátu skončil až na čtvrtém místě s pouhými 50 body. Znechucení a zklamání z neschopnosti McLarenu soupeřit s Williamsem se také nepochybně projevilo na nerozhodnosti při uzavíraní kontraktu na rok 1993. Před začátkem roku testoval Senna pro tým Marlboro Penske v IndyCar a dokonce zvažoval dočasný odchod z F1.
McLaren se v té době potýkal s problémem týkajícím se dodávky motorů, Honda ukončila svojí dodávku. Šéf týmu McLaren Ron Dennis se pokusil zajistit dodání motorů Renault, montovaných do dominantních vozů Williams v roce 1992. Když tento obchod ztroskotal, zajistil Dennis dodávku motorů Ford – avšak s nižším výkonem než ty, které používal tým Benetton. 
1992 Belgie Spa-Francorchamps
V sobotní kvalifikaci ve 160 km/h havaroval francouzský pilot Eric Comas ve voze Ligier, zůstal v bezvědomí a zaklíněn ve zdemolovaném kokpitu a buďto zaklíněnou nohou nebo důsledkem střetu s ochranou bariérou jeho motor běžel na nejvyšší otáčky na prázdno. Senna jel hned chvíli za Comasem a při výjezdu ze zatáčky viděl jak se Comasův Ligier zastavuje uprostřed tratě a při projetí kolem pravděpodobně zaslechl vytočený motor.
Projel tedy okolo havarovaného Ligieru a o kousek dále na kraji trati, zastavil a vypnul svůj McLaren, odpoutal se a běžel za Comasem jednak vypnout běžící motor a jednak pomoci pilotovi. Vypnutím motoru zabránil hrozícímu požáru. Při běhu k rozbitému Ligieru se musel vyhýbat přijíždějícím vozům.
Vypnul tedy motor a pomáhal pilotovi držet hlavu vzpřímeně do příjezdu záchranářů.
Později Eric Comas řekl, že mu touto pomocí Ayrton Senna nejspíše zachránil život. 

### 1993
Během předsezónních testů nového vozu McLaren došel Senna k závěru, že šasi je opravdu velice dobré. Věděl však, že motoru bude chybět potřebný výkon. Odmítl proto podepsat smlouvu na tuto sezonu, ale souhlasil, že bude jezdit na bázi závod za závodem za milion dolarů za každý odjetý závod.
Sezona nedopadla pro McLaren tak tragicky, jak to na začátku vypadalo. Sennovi se celkem povedl úvod sezony. V prvním závodě skončil druhý a v dalších dvou dokázal dokonce vyhrát. I prestižní GP Monaka se nakonec stala jeho kořistí. Po tomto závodě, šestém v šampionátu, vedl Senna celý šampionát před svým hlavním sokem Alainem Prostem, jedoucímu ve voze Williams. V této době se také Senna upsal McLarenu k dokončení soutěže.
Ani on však nedokázal vyhrát tento nerovný boj s přesilou.
Mistrovský titul nakonec získal Prost. Senna skončil na druhém místě se ziskem 73 bodů.

### 1994
V roce 1994 nastoupil do týmu Williams. Nevyhrál již ani jednu velkou cenu. První dvě GP v Brazílii a v Pacifiku nedokončil. Během GP San Marina v Imole 1.5.1994 jeho monopost vyjel v zatáčce Tamburello z trati a při následném nárazu do betonové zdi podél trati Ayrton Senna zemřel. Kvůli nárazu vozu do zdi způsobil ostrý předmět, pravděpodobně rameno závěsu předního kola, proražení hledí přilby a způsobil smrtelné zranění v oblasti spánkové tepny a krvácení do spodiny lebeční. Nebýt toho, Senna by pravděpodobně z místa nehody odešel po svých. Po vyproštění z vozidla byl Ayrton Senna položen na betonový podklad u okraje trati, kde byl ošetřován do doby, než přiletěl vrtulník, který jezdce transportoval do nemocnice Maggiore v Boloni.
Předběžná neoficiální zpráva o nehodě byla zveřejněna v březnu 1995. Jednoznačně se zde psalo, že příčinou nehody byla mechanická závada na voze. Jezdecká chyba byla vyloučena. Zpráva tvrdila, že se jezdec do poslední chvíle snažil nehodě zabránit.
Je dodnes považován za jednoho z nejlepších pilotů všech dob. Mezi jezdci dokonce anketu o nejlepšího jezdce všech dob vyhrál.

## Tragická nehoda
Tento příběh má zdánlivou předehru v roce 1990. Po prvním kvalifikačním tréninku na VC San Marina se dvojice týmových kolegů od McLarenu tj. Ayrton Senna a Gerhard Berger šla podívat na místo nehody druhého jmenovaného při závodě v minulém roce, kdy Berger ještě v barvách Scuderie Ferrari boural na vjezdu zatáčky Tamburello. Společně vedou neúnavnou diskuzi o tom, jestli by nešla posunout zeď v zatáčce Tamburello o něco dál, než se právě nachází. Bohužel se přímo za zdí nachází dodnes říčka, a tak oba odchází do paddocku. Podle Bergera se nacházeli přibližně 5 metrů od inkriminovaného místa, které se o 4 roky později stalo Sennovi osudným.
Je neděle 1. května 1994, na okruh Ayrton Senna dorazil před osmou hodinou ranní. Po příjezdu krátce hovořil s Niki Laudou.
V půl desáté pak začal zahřívací trénink. Poprvé za celý závodní víkend byl Senna rychlejší než celý zbytek světa, druhý pak skončil jeho týmový kolega Damon Hill, jehož ztráta činila téměř jednu sekundu. Michael Schumacher zůstal na jedenáctém místě, o dvě sekundy pozadu, což bylo patrně způsobeno jízdou s plnou nádrží.
V jedenáct hodin, 45 minut poté, co byl warm-up zakončen, dorazil Ayrton Senna na jezdecký brífink pořádaný v kontrolní věži. Na programu byla i minuta ticha za Rolanda Ratzenbergra, který tragicky zahynul během sobotní kvalifikace. Teprve po minutě ticha začala rutinní diskuse. Po skončení brífinku hovořil Senna se Schumacherem, Bergerem a Alboretem. Senna měl v plánu uspořádat schůzku, která by vedla k dosažení větší bezpečnosti jezdců na okruhu. Předběžně se dohodli na setkání na příští velké ceně, jejímž dějištěm bylo Monako. Poté se Senna vrátil do motorhomu týmu Williams, kde proběhlo setkání s hosty sponzorů, kterého se zúčastnil také jeho týmový kolega Hill.
V jednu hodinu pak začala předstartovní procedura. Doktor Watkins ještě jednou projel okruh, aby zkontroloval rozestavení zásahových a sanitních vozů.
Ve tři čtvrtě na dvě startuje Senna v garáži svůj monopost, vyjíždí ven a za asistence dvou mechaniků umisťuje svůj Williams FW16 na určenou startovní pozici – zcela vpředu na levé straně. Hlasatel mezitím představil všechny jezdce. Senna si nasadil nehořlavou kuklu, na ni nasadil helmu a na pokyn startéra prudce vyrazil do zahřívacího kola. Po objetí jednoho kola se had pětadvaceti aut opět seřadil na startovním roštu připraven ke startu.
Ve dvě hodiny se rozsvítila zelená světla a Senna vyrazil vpřed, předvedl mistrný start, díky němuž se v první zatáčce dostal do vedení. O dvě řady dále startujícímu Jyrki Järvilehtovi se nepodařilo odstartovat a do jeho vozu, stojícího na startovní rovince, naráží z předposlední řady startující Portugalec Pedro Lamy. Benetton Lehta je odhozen několik metrů dopředu, trosky jednoho z kol jsou vymrštěny přes ochrannou bariéru a dopadají mezi diváky. Třem z nich způsobují zranění, z toho jednomu z nich vážné. Oba piloti jsou nezraněni, všeobecně se očekává zastavení závodu, ale pokračuje se dál. Na trať však vyjíždí safety car, díky němuž mohou traťoví komisaři odklidit trosky ležící na startovní rovince.
Po deseti minutách je připraven restart. Box Williamsu o této skutečnosti Sennu informuje, ten potvrzuje příjem, žádné problémy s vozem nehlásí.
Závod pokračuje šestým kolem, Senna předvádí vynikající start a spolu se Schumacherem unikají zbytku startovního pole.
Sedmnáct minut po startu VC San Marina dvojice jezdců protíná cílovou pásku 6. kola závodu a Senna se přibližuje zatáčce Tamburello, zatáčka se stáčí stále více vlevo, Senna přejíždí příčné pásy nově položeného asfaltu a podobně jako v předchozím kole reaguje jeho monopost na náhlou změnu povrchu rojem jisker vyletujícím ze zádi jeho Williamsu. Jede rychlostí 310 km/h. O několik sekund později se dráha jeho monopostu narovnává, bílá zeď lemující zatáčku se nezadržitelně blíží. Během necelých dvou sekund přejel jeho monopost travnatý pás, krátkou únikovou zónu a přesně 17 minut a 23 sekund po startu závodu přichází tvrdý náraz do nechráněné betonové zdi.
Necelou půl minutu po nárazu přibíhá k Ayrtonovi první traťový komisař. Po chvilce se objevují další záchranáři s hasicími přístroji, k monopostu se však nepřibližují a čekají na příjezd lékařského vozu.
Závod je červenými vlajkami zastaven.
Minutu a čtvrt po srážce přijíždí lékařské vozidlo s profesorem Watkinsem. Když se lékařům podaří sundat přilbu a speciálním límcem zafixovat hlavu, vyprošťují Sennu z vraku a pokládají ho na zem. O kousek dál právě na závodní dráze přistává helikoptéra, do které je Senna po chvíli naložen a za potlesku tribun odlétá do boloňské nemocnice Maggiore, kam dorazí za dalších 18 minut. Během letu Sennu postihne srdeční zástava, činnost srdce však lékaři dokážou, alespoň prozatím, obnovit.
Záběry televizních kamer mezitím ukazují otisk dvou pneumatik na bílé zdi v místě nárazu. Pár metrů od trosek monopostu nelze na betonové zemi přehlédnout velkou červenou skvrnu.
Helikoptéra zatím doletěla k nemocnici Maggiore, kde Senna prodělává další zástavu srdce, lékaři i tentokrát dokázali srdeční rytmus obnovit.
Primářka jednotky intenzivní péče Dr. Marie Teresa Fiandri později prohlásila, že během zástavy srdce došlo k nevratnému poškození mozku způsobenému nedostatkem kyslíku, rovněž u Senny potvrdila několikanásobnou frakturu lebky, prasklou spánkovou tepnu a krvácení ze spodiny lebeční. Řekla také, že Ayrton byl po celý čas v bezvědomí a že ihned po nárazu upadl do těžkého kómatu.
Na závodní dráze se zatím připravuje restart závodu.
Jakmile bylo znovu odstartováno, vedení se ujal Gerhard Berger ve Ferrari, po devíti kolech však neodolal náporu Schumachera. Po jedenácti kolech pak Berger pro technickou závadu odstoupil.
Ve čtyři hodiny doktorka Fiandri prohlásila Sennu za klinicky mrtvého.
V 16:20 pak Schumacher vítězně protíná cílovou čáru, následován na druhém místě Nicolou Larinim, na třetím místě pak dojel Fin Mika Häkkinen. Při vyhlašování vítězná trojice stále ještě netuší, jak na tom Senna ve skutečnosti je. Ceremoniál se sice obešel bez tradičního stříkaní šampaňským, ale až poté si jednotlivé jezdce odvedli týmoví manažeři stranou, aby jim oznámili, že Senna následky své nehody pravděpodobně nepřežije.
V 18:40 doktorka Fiandri oznamuje, že Ayrton Senna před pár okamžiky zemřel.
Ještě v podvečer byla v Sao Paulu sloužena za Ayrtona Sennu smuteční mše pod širým nebem.
Prezident Brazílie Itamar Franco zaslal rodině zesnulého oficiální kondolenci. Na znamení nejvyšší úcty udělil Sennovi in memoriam nejvyšší státní vyznamenání Národní řád za zásluhy a vyhlásil třídenní státní smutek.
Od pondělního rána byl soudním nařízením okruh v Imole uzavřen. Přesto nad ochranným plotem u zatáčky Tamburello nechali lidé spoustu květin a transparentů. Další květiny lidé nechávali před institutem soudního lékařství Di medicina Legace, kam byl Senna v neděli večer převezen k soudem nařízené pitvě. Po pitvě státní zástupce potvrdil, že příčinou Sennovy smrti byla četná poranění hlavy, způsobená uraženým závěsem pravého předního kola, který prorazil hledí přilby a nad pravým obočím vnikl do mozku.
V souvislosti s úmrtím Senny bylo zahájeno vyšetřování 17 osob.
Po ukončení všech nezbytných lékařských procedur byla rakev se Sennovým tělem, zahalená do brazilské národní vlajky, převezena na boloňské letiště. Poté byla letecky transportována do brazilského Sao Paula.
Když 4. května letadlo přistálo v Sao Paulu, cestu z letiště do Monumental Hall, kam byla rakev převážena, aby bylo lidem umožněno vzdát zesnulému poslední úctu, lemovaly desítky tisíc lidí s vlajkami a transparenty vyjadřujícími poslední úctu.
Když rakev dorazila do budovy, byla zde nejdříve sloužena soukromá mše v kruhu rodiny. Po otevření pro veřejnost dosahovala fronta čekajících lidí několika kilometrů.
Další den bylo Sennovo tělo převezeno na hřbitov Morumbi. Jeho poslední cestu doprovázelo něco přes jeden a půl milionu lidí.
Ceremoniálu se pak zúčastnilo něco přes 500 lidí včetně rodiny, známých a spolujezdců.
Obřad konaný pod otevřeným nebem trval půl hodiny.
Na hrobě Ayrtona Senny je vsazená mosazná deska s nápisem Ayrton Senna de Silva 21.3.1960 – 1.5.1994. Nada pode me separar do Amor de Deus. (Nic mě nedokáže oddělit od lásky Boží.)

## Institut Ayrtona Senny

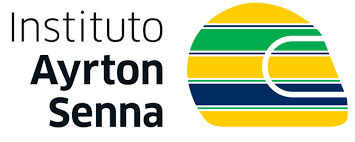
Oficiální logo Institutu Ayrtona Senny

Jde o brazilskou nevládní organizaci, jejímž cílem je vytváření příležitostí pro lidský rozvoj mladých Brazilců ve spolupráci s vládami, obcemi, školami, univerzitami, podniky a dalšími nevládními organizacemi.
Dva měsíce před tragickou nehodou v Imole diskutovali Ayrton a jeho sestra Viviane o vytvoření charitativní organizace s úmyslem pomoci v kontaktu s lidským vývojem dětí a mládeže v celé Brazílii ve spolupráci s jinými spolky.
Za šest měsíců po tragické nehodě 20. listopadu 1994, je rodinou Ayrtona za předsednictví sestry Viviane založen Instituto Ayrton Senna. Od této doby organizace investovala do sociálních programů a akcí 80 milionů USD ve spolupráci s dalšími podniky a nevládními organizacemi.
Organizaci podporují i významné osobnosti světa Formule 1, např. bývalý generální ředitel Bernie Ecclestone, majitel a zakladatel stáje Williams Sir Frank Williams, bývalý pilot a rival Ayrtona Senny Alain Prost a kamarád a kolega Gerhard Berger.

## Kompletní výsledky ve Formuli 1
| Legenda k tabulce | Legenda k tabulce                                                                       |
| Barva             | Výsledek                                                                                |
| ----------------- | --------------------------------------------------------------------------------------- |
| Zlatá             | Vítěz                                                                                   |
| Stříbrná          | 2. místo                                                                                |
| Bronzová          | 3. místo                                                                                |
| Zelená            | Bodované umístění                                                                       |
| Modrá             | Nebodované umístění                                                                     |
| Modrá             | Dokončil neklasifikován (NC)                                                            |
| Fialová           | Odstoupil (Ret)                                                                         |
| Červená           | Nekvalifikoval se (DNQ)                                                                 |
| Červená           | Nepředkvalifikoval se (DNPQ)                                                            |
| Černá             | Diskvalifikován (DSQ)                                                                   |
| Bílá              | Nestartoval (DNS)                                                                       |
| Bílá              | Závod zrušen (C)                                                                        |
| Světle modrá      | Pouze trénoval (PO)                                                                     |
| Světle modrá      | Páteční testovací jezdec (TD)                                                           |
| Bez barvy         | Netrénoval (DNP)                                                                        |
| Bez barvy         | Vyřazen (EX)                                                                            |
| Bez barvy         | Nepřijel (DNA)                                                                          |
| Bez barvy         | Odvolal účast (WD)                                                                      |
| Bez barvy         | Nezúčastnil se (prázdné)                                                                |
| Označení          | Význam                                                                                  |
| Tučnost           | Pole position                                                                           |
| Kurzíva           | Nejrychlejší kolo                                                                       |
| †                 | Jezdec nedojel do cíle, ale byl klasifikován, protože odjel více než 90 % délky závodu. |
| ‡                 | Byl udělován poloviční počet bodů, protože bylo odjeto méně než 75 % délky závodu.      |
| Horní index       | Umístění bodujících jezdců ve sprintu                                                   |

| Rok  | Tým                      | Šasi                | Motor          | 1       | 2       | 3       | 4     | 5     | 6     | 7     | 8     | 9     | 10    | 11    | 12     | 13      | 14      | 15    | 16    | Umístění | Body   |
| ---- | ------------------------ | ------------------- | -------------- | ------- | ------- | ------- | ----- | ----- | ----- | ----- | ----- | ----- | ----- | ----- | ------ | ------- | ------- | ----- | ----- | -------- | ------ |
| 1984 | Toleman Group Motorsport | Toleman TG183B/184  | Hart 415T      | BRA Ret | JAR 6   | BEL 6   | SMR - | FRA - | MON 2 | CAN - | USA - | USA - | GBR 3 | GER - | AUT -  | HOL -   | ITA -   | ERV - | POR 3 | 9. místo | 13     |
| 1985 | J.P.S. Lotus             | Lotus 97T EF4B/EF15 | Renault V6 T   | BRA Ret | POR 1   | SMR -   | ESP - | CAN - | USA - | FRA - | GBR - | GER - | AUT 2 | HOL 3 | ITA 3  | BEL 1   | ERV 2   | JAR - | AUS - | 4. místo | 38     |
| 1986 | J.P.S. Lotus             | Lotus 98T EF 15B    | Renault V6 T   | BRA 2   | SPA 1   | SMR -   | ESP 3 | BEL 2 | CAN 5 | USA 1 | FRA - | GBR - | GER 2 | HUN 2 | AUT -  | ITA -   | POR 4   | MEX 3 | AUS - | 4. místo | 55     |
| 1987 | J.P.S. Lotus             | Lotus 99T           | Honda V6 T     | BRA -   | SMR 2   | BEL -   | ESP 1 | USA 1 | FRA 4 | GBR 3 | GER 3 | HUN 2 | AUT 5 | ITA 2 | POR -  | SPA 5   | MEX -   | JAP 2 | AUS - | 3. místo | 57     |
| 1988 | Honda Marlboro McLaren   | McLaren MP4/4       | Honda V6 T     | BRA DSQ | SMR 1   | ESP Ret | MEX 2 | CAN 1 | USA 1 | FRA 2 | GBR 1 | GER 1 | HUN 1 | BEL 1 | ITA 10 | POR (6) | SPA (4) | JAP 1 | AUS 2 | 1. místo | 90(94) |
| 1989 | Honda Marlboro McLaren   | McLaren MP4/5       | Honda V10      | BRA -   | SMR 1   | ESP 1   | MEX 1 | USA - | CAN - | FRA - | GBR - | GER 1 | HUN 2 | BEL 1 | ITA -  | POR -   | SPA 1   | JAP - | AUS - | 2. místo | 60     |
| 1990 | Honda Marlboro McLaren   | McLaren MP4/5B      | Honda V10      | USA 1   | BRA 3   | SMR -   | ESP 1 | CAN 1 | MEX - | FRA 3 | GBR 3 | GER 1 | HUN 2 | BEL 1 | ITA 1  | POR 2   | SPA -   | JAP - | AUS - | 1. místo | 78     |
| 1991 | Honda Marlboro McLaren   | McLaren MP4/6       | Honda V12      | USA 1   | BRA 1   | SMR 1   | ESP 1 | CAN - | MEX 3 | FRA 3 | GBR 4 | GER - | HUN 1 | BEL 1 | ITA 2  | POR 2   | SPA 5   | JAP 2 | AUS 1 | 1. místo | 96     |
| 1992 | Honda Marlboro McLaren   | McLaren MP4/6B      | Honda V12      | JAR 3   | MEX -   | BRA -   | SPA - | SMR 2 | ESP 1 | CAN - | FRA - | GBR - | GER 2 | HUN 1 | BEL 5  | ITA 1   | POR 3   | JAP - | AUS - | 4. místo | 50     |
| 1993 | Marlboro McLaren         | McLaren MP4/8       | Ford V8        | JAR 2   | BRA 1   | EVR 1   | SMR - | SPA 2 | ESP 1 | CAN - | FRA 4 | GBR 5 | GER 4 | HUN - | BEL 4  | ITA -   | POR -   | JAP 1 | AUS 1 | 2. místo | 73     |
| 1994 | Rothmans Williams        | Williams FW16       | Renault 3,5V10 | BRA Ret | PAC Ret | SMR     | ESP - | SPA - | CAN - | FRA - | GBR - | GER - | HUN - | BEL - | ITA -  | POR -   | EVR -   | JAP - | AUS - | -        | 0      |

## Památka
Jméno hvězdy: Ayrton Senna
Souhvězdí: Auriga (Vozka)
Hvězdné souřadnice: RA 6h 53’ 55, 43’’ SD +37’ 56’’
(Rozhodnutím Mezinárodní astronomické unie IAU)